# قرار مجلس الأمن التابع للأمم المتحدة رقم 1225
قرار مجلس الأمن التابع للأمم المتحدة رقم 1225، المتخذ بالإجماع في 28 كانون الثاني / يناير 1999، بعد إعادة التأكيد على جميع القرارات المتعلقة بجورجيا، ولا سيما القرار 1187 (1998)، مدد المجلس ولاية بعثة مراقبي الأمم المتحدة في جورجيا حتى 31 تموز / يوليو 1999، أعرب عن نيته في مراجعة ولايته.
ولاحظ المجلس أن الوضع في منطقة الصراع لا يزال متوترا وغير مستقر، وأن المفاوضات بين جورجيا وأبخازيا وصلت إلى طريق مسدود. وأقر بأن وجود حفظة السلام من بعثة مراقبي الأمم المتحدة في جورجيا ورابطة الدول المستقلة قد أدى إلى استقرار الحالة. كان على الأطراف احترام حقوق الإنسان ودعم مجلس الأمن جهود الأمين العام كوفي عنان لإيجاد سبل لتحسين التقيد بها.
وعقد الطرفان اجتماعا في أثينا في تشرين الأول / أكتوبر 1998، لكنهما لم يتمكنوا من الاتفاق على تدابير الثقة والأمن وعودة اللاجئين وإعادة البناء الاقتصادي. وطالب مجلس الأمن الطرفين بالعودة إلى المفاوضات والالتزام بعملية السلام. كما تم حثهم على الالتزام باتفاق وقف إطلاق النار والفصل بين القوات.
وفي غضون ذلك، ظلت حالة اللاجئين مصدر قلق، وكرر مجلس الأمن التأكيد على أن التغيرات الديموغرافية الناجمة عن الصراع غير مقبولة. وأدان أنشطة الجماعات المسلحة، بما في ذلك زرع الألغام الأرضية، التي أعاقت عمل المنظمات الإنسانية وأخرت تطبيع الوضع في منطقة غالي. وحث كلا الطرفين على اتخاذ إجراءات لوقف هذه الأنشطة.
واختتم القرار بالطلب من الأمين العام تقديم تقرير في غضون ثلاثة أشهر عن الحالة، والإعراب عن نيته مراجعة عملية بعثة مراقبي الأمم المتحدة في جورجيا في نهاية ولايتها الحالية.

## روابط خارجية
- نص القرار في undocs.org